# Palazzo Pitti

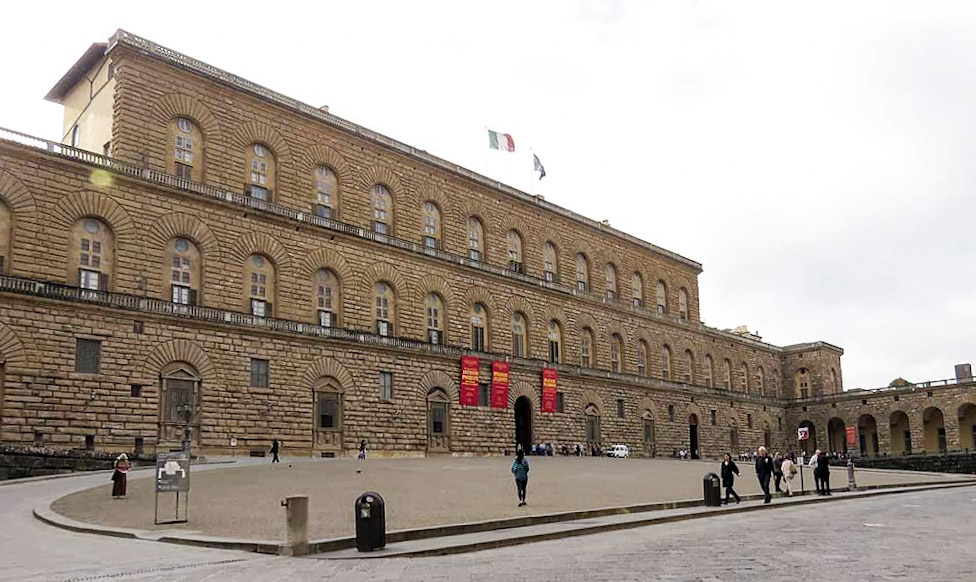
Hauptfassade des Palazzo Pitti

Palazzo Pitti mit Boboli-Garten um 1600

Ammanatis Gartenfassade

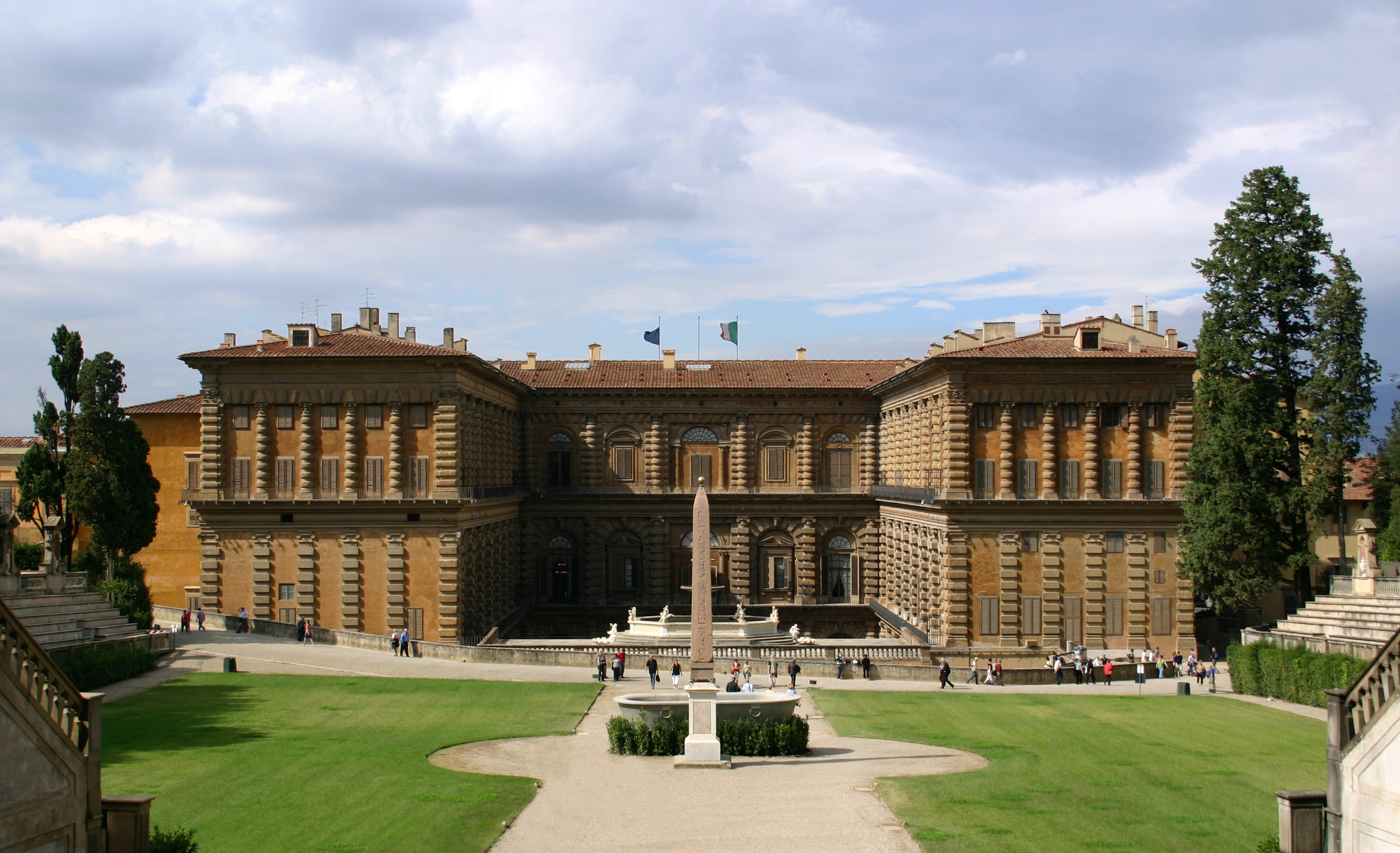
Die Gartenfassade heute

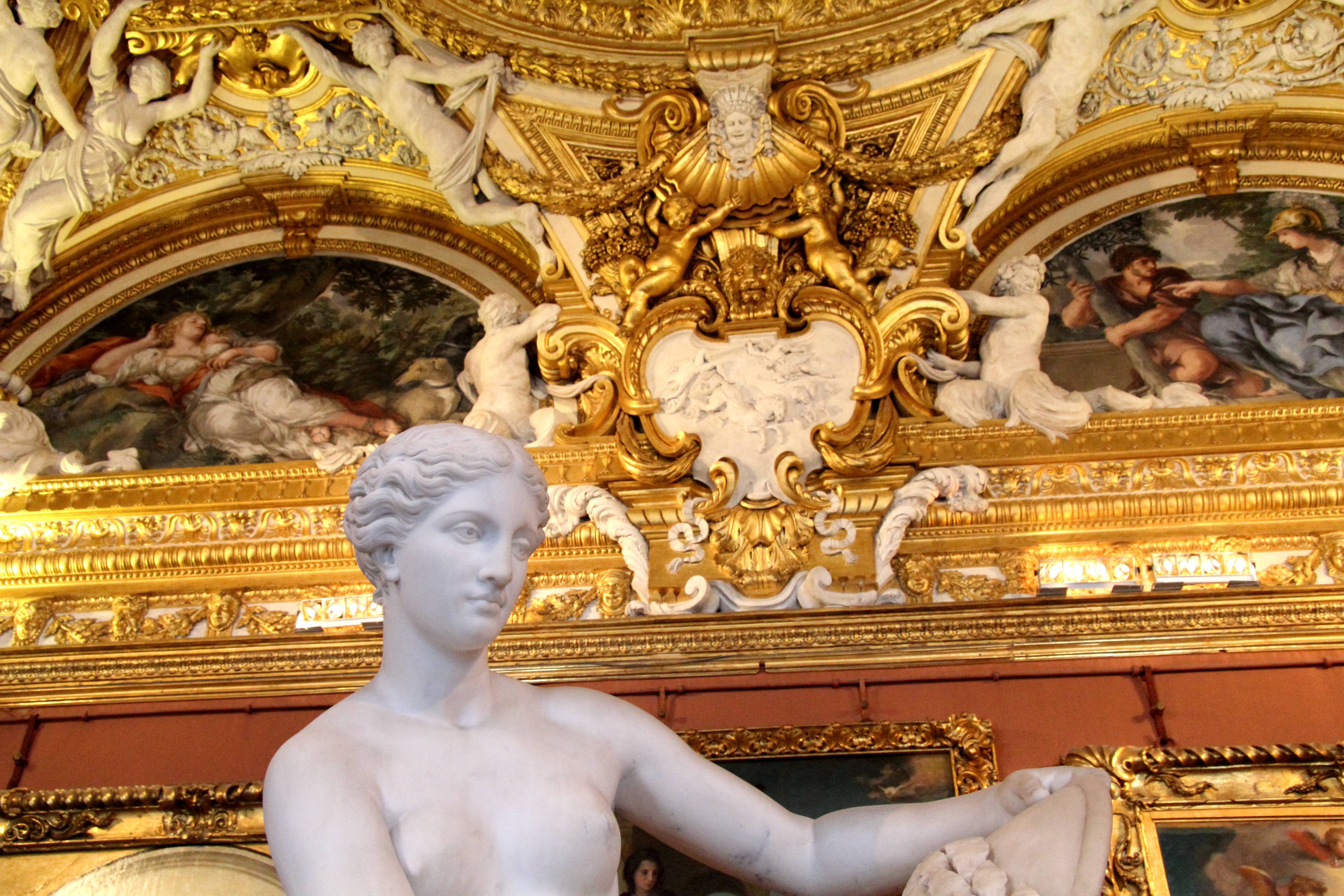
Im Inneren des Palazzo

Der Palazzo Pitti ist ein Renaissance-Palast im Florentiner Stadtteil Oltrarno. Das in seinem Grundbestand Filippo Brunelleschi zugeschriebene Gebäude wurde ab 1458 für den Kaufmann Luca Pitti erbaut. Der Palast ist das größte Gebäude dieses Stadtteils auf der südlichen Seite des Arno.
Auffällig ist die konsequente Verwendung grob behauener Steinquader (Bossenwerk) als einziger Fassadenschmuck in allen drei einander sehr ähnlichen Stockwerken, die dem Gebäude den für die Bauten des Florentiner Adels typischen festungsartigen Charakter verleihen (hier liegt ein wesentlicher Unterschied zu dem Palazzo Medici-Riccardi und dem Palazzo Strozzi).
Nachdem die Pitti der Teilnahme an der Pazzi-Verschwörung überführt worden waren, blieb der Bau für fast hundert Jahre unvollendet. Erst nachdem er 1549 an Eleonora von Toledo, die Gattin Cosimo I. de’ Medici, verkauft worden war, begann man mit Um- und Erweiterungsbauten und der Anlage des Boboli-Gartens. Das florentinische Sparrendach wurde durch ein niedrigeres, hinter Balustraden verborgenes ersetzt. Bartolomeo Ammanati fügte 1568 in die zugemauerten Bogenportale des Erdgeschosses Renaissancefenster ein. Er war auch verantwortlich für die Gartenfassade, die Gestaltung des Hofs und Teile der Gartenanlagen. Das Hauptgebäude, das ursprünglich dreistöckig mit sieben Fensterachsen angelegt war, wurde zwischen 1620 und 1631 auf eine Breite von 13 Fensterachsen vergrößert und durch zwei zweistöckige Seitenflügel mit je fünf Achsen ergänzt, die Brunelleschis und Ammanatis Fassadengestaltung nahtlos weiterführen. Als Letztes folgten 1764 einstöckige seitliche Anbauten mit Arkaden, die den Vorplatz einrahmen.
Im Jahre 1565 baute Giorgio Vasari einen langen Korridor über den Ponte Vecchio, der den Palazzo Pitti über die Kirche Santa Felicità, die Brücke Ponte Vecchio und die Uffizien mit dem Palazzo Vecchio auf der anderen Seite des Arno verbindet. So konnten die Palastbewohner vom gemeinen Volk unbehelligt zwischen Wohnsitz und Rathaus hin- und herpendeln.
Der Palazzo Pitti war seit dem 16. Jahrhundert Residenz der Herzöge von Toskana, in der Folge der 1864 abgeschlossenen Septemberkonvention der Florentiner Amtssitz des Königs von Italien. König Viktor Emanuel III. trat ihn 1919 an den italienischen Staat ab – seitdem sind der Palazzo Pitti und seine Gemäldesammlungen öffentlich zugänglich, darunter die Galleria Palatina der Medici mit Werken von Tizian, Giorgione, Raffael und Rubens und die Galleria d’arte moderna mit Werken vom Klassizismus bis zum Beginn des italienischen Futurismus an der Jahrhundertwende des 20. Jahrhunderts.

## Ausstellungen und Museen
Der Palazzo Pitti beherbergt folgende Museen beziehungsweise ständige Ausstellungen:
- Galleria Palatina (Gemäldesammlung der Medici)
- Galleria d’Arte Moderna (Bilder des Klassizismus bis Neoklassizismus)
- die Kostümgalerie (Galleria del Costume)
- das Porzellanmuseum (Museo delle Porcellane)
- das Silbermuseum (Museo degli Argenti)
- die königlichen Gemächer (Appartamenti Reali)
- das Kutschenmuseum (Museo delle Carrozze)

In einem Seitenflügel des Gebäudes ist eine Station der Carabinieri untergebracht, die durch die Kriminalromane der britischen Schriftstellerin Magdalen Nabb bekannt wurde.
Der Palazzo Pitti war das Vorbild für den Königsbau der Münchner Residenz.